# Psychoda alternata
Psychoda alternata är en tvåvingeart som beskrevs av Thomas Say 1824. Psychoda alternata ingår i släktet Psychoda och familjen fjärilsmyggor. Inga underarter finns listade i Catalogue of Life.